# Strategia ventennale per la lingua irlandese 2010-2030
La strategia ventennale per la lingua irlandese 2010-2030 (in irlandese Straitéis 20 Bliain don Ghaeilge 2010–2030) è un piano di sviluppo lanciato dal governo irlandese il 20 dicembre 2010 che rimarrà operativo fino al dicembre 2030. L'obiettivo principale del piano è quello di incrementare il numero di parlanti gaelici in Irlanda, stimati nel 2010 ad 83.000, portandoli ad almeno 250.000 entro il 2030. Si tratta della prima pianificazione a lungo termine mai attuata per il gaelico irlandese.
Il 26 giugno 2018, l'allora Ministro per la lingua irlandese e le Gaeltacht Joe McHugh ha approvato il piano d'azione intergovernativo 2018-2022, volto ad integrarsi con la Strategia ventennale andando ad operare sulle nove aree di intervento già definite, che sono: Istruzione; Le Gaeltacht; Trasmissione familiare della lingua - Intervento precoce; Amministrazione, servizi e comunità; Media e tecnologia; Lessicografia; Legislazione e stato; Opportunità economiche; Iniziative trasversali. Il piano d'azione sarà operativo tra il 2018 ed il 2022.